# Soziale Dreigliederung nach Rudolf Steiner

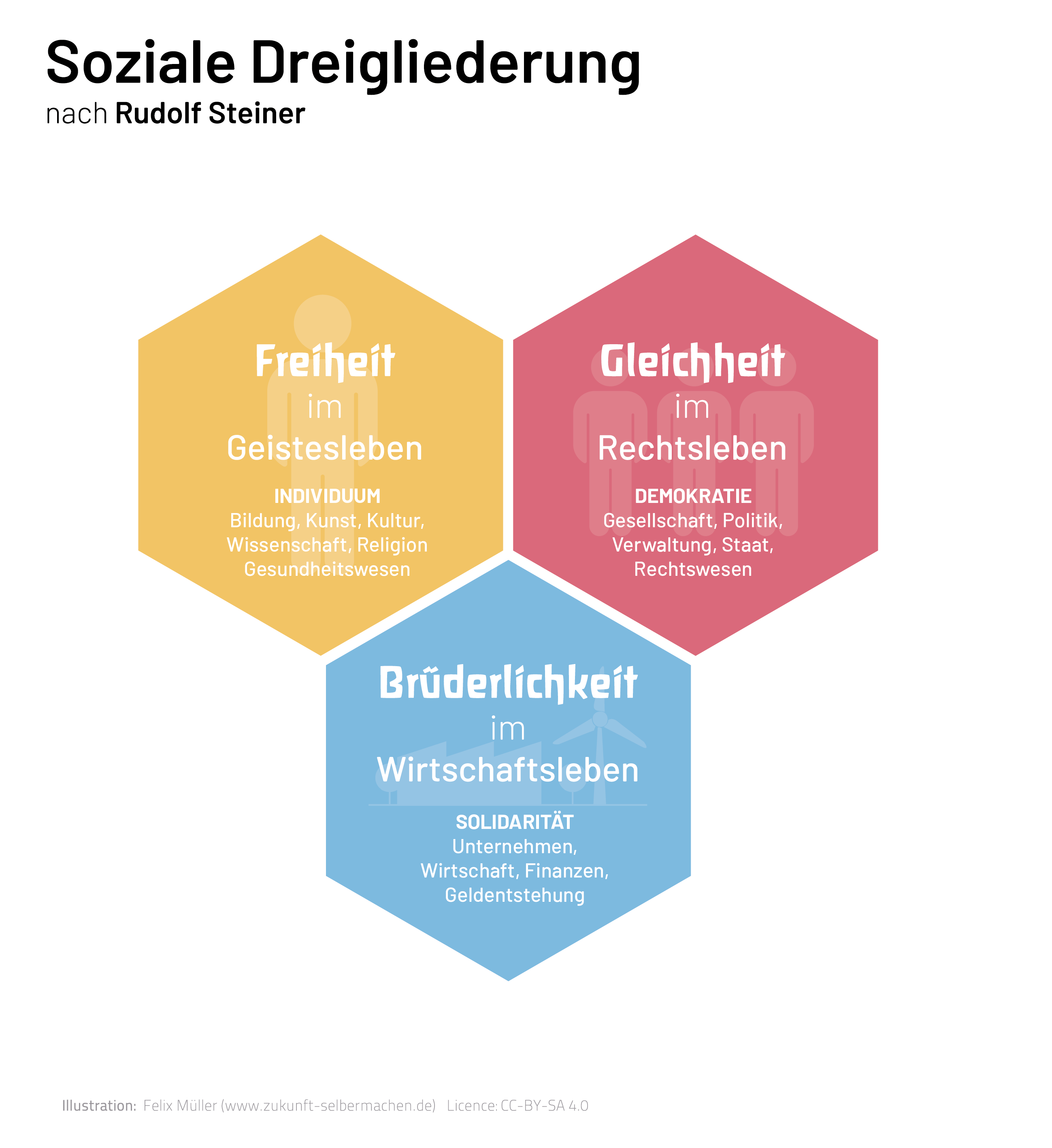
Dreigliederung des sozialen Organismus nach Rudolf Steiner

Die Soziale Dreigliederung nach Rudolf Steiner – auch Dreigliederung des sozialen Organismus – bildet sich aus Geistesleben, Rechtsleben und Wirtschaftsleben. Sie ist eine Forderung nach der konkreten Gestaltung der Gesellschaft, die Rudolf Steiner, der Begründer der Anthroposophie, einer spirituellen Weltanschauung, aufgestellt hat.

## Beschreibung
Mit der Idee von der sozialen Dreigliederung beschreibt Steiner die Struktur einer Gesellschaft, in der die gesamtgesellschaftlichen Prozesse in drei grundsätzlich voneinander verschiedenen, interdependenten Bereichen stattfinden.
Die drei Bereiche der Gesellschaft sind:
- das Geistesleben, das Bildung, Wissenschaft, Religion und Kultur umfasst. In diesem Bereich geht es um die freie Entfaltung der individuellen Fähigkeiten der einzelnen Menschen und ihrer gegenseitigen Förderung.
- das Rechtsleben, in welchem die mündigen Menschen mit Hilfe von Gesetzen die allgemein-menschlichen Fragen des Zusammenlebens demokratisch regeln.
- das Wirtschaftsleben, welches auf vertraglichen Vereinbarungen basiert und Produktion, Handel und Konsumtion umfasst.[2]

Sie werden als autonom und gleichrangig, aber unterschiedlich in ihrem Wesen beschrieben.
Jedem Hauptbereich wird ein Ideal der Französischen Revolution als leitendes Prinzip zugeordnet:
die Freiheit dem Geistesleben,
die Gleichheit dem Rechtsleben,
die Brüderlichkeit dem Wirtschaftsleben.
Hierbei soll ein jedes dieser drei sozialen Glieder „in sich zentralisiert sein; und durch ihr lebendiges Nebeneinander- und Zusammenwirken kann erst die Einheit des sozialen Gesamtorganismus entstehen.“

Dies heiße nicht, der Wirklichkeit eine ausgedachte Utopie überzustülpen, sondern bedeute Wesenserkenntnis ohnehin schon vorhandener Wirkungsweisen nach dem Gesetz von Polarität und Steigerung, das Goethe als maßgeblich für die Morphologie ansah: 

„Jedes Lebendige ist kein Einzelnes, sondern eine Mehrheit […] Je unvollkommener das Geschöpf ist, desto mehr sind diese Teile einander gleich oder ähnlich und desto mehr gleichen sie dem Ganzen. Je vollkommener das Geschöpf wird, desto unähnlicher werden die Teile einander. Die Subordination der Teile deutet auf ein vollkommenes Geschöpf.“

Steiner bezieht diese Vorstellung unmittelbar auf den sozialen Organismus, indem er sagt: 

„Die Auseinanderspaltung ist eigentlich immer da; es handelt sich nur darum, dass man findet, wie die drei Glieder zusammen gebracht werden können, so dass sie nun tatsächlich im sozialen Organismus mit einer solchen inneren Vernunft wirken, wie, sagen wir, das Nerven-Sinnes-System, das Herz-Lungen-System und das Stoffwechselsystem im menschlichen Organismus wirken.“

Die anzustrebende funktionale Gliederung der Gesellschaft solle ausdrücklich nicht als Utopie verstanden werden, sondern beruhe auf einer durch Empirie errungenen Erkenntnis von den notwendigen Lebensbedingungen dieser drei gesellschaftlichen Bereiche. Im nationalen Staat seien diese drei Systeme in einer sich gegenseitig behindernden Weise miteinander verflochten. Erst in ihrer durchgreifenden funktionalen Trennung, ohne dass ein Gebiet in das andere in unberechtigter Weise eingreife und dadurch zu sozialen Komplikationen führe, könnten sie ihre eigenen Kräfte voll entfalten. Der Nationalstaat, der sich in einer nicht mehr zeitgemäßen Weise aus einem Volkszusammenhang herleite, sei damit überwunden. An seine Stelle trete eine Rechtsgemeinschaft.
Mit diesem ordnungspolitischen Konzept skizzierte Steiner eine Sozialordnung, von der er annahm, „dass in ihr Freiheit und Solidarität gleichermaßen zu verwirklichen sind und der Prozess fortschreitender Emanzipation nicht nur nicht behindert, sondern sogar positiv unterstützt wird.“ Den Begriff des sozialen Organismus will Steiner nicht als Analogieschema zu natürlichen Organismen verstanden wissen. Diesen, in den Sozialwissenschaften seiner Zeit nicht ungebräuchlichen Begriff verwendet er, weil er ihm am geeignetsten erscheint, den in fortwährender dynamischer Veränderung befindlichen Prozessen der sozialen Sphäre gerecht zu werden. Um diese komplexen Vorgänge realistisch zu erfassen, bedarf es nach Steiners Ansicht eines Übergangs von einer statisch-abstrakten zu einer lebendig-beweglichen, will heißen einer ‚organischen‘ Betrachtungsweise.

### Geistesleben
Die Freiheit im Geistesleben solle den Menschen die Ausbildung und Ausübung ihrer individuellen Fähigkeiten und eine kulturelle Vielfalt und Weiterentwicklung ermöglichen.
Diese Freiheit würden sich nur in einer Struktur der Autonomie entfalten können, in der das geistige und kulturelle Leben sowohl von den Interessen des Staates als auch von denen der Wirtschaft unabhängig bleibe. Die geringe Durchschlagskraft des intellektuellen und künstlerischen Bereiches für die gesellschaftliche Entwicklung leitet Steiner von dieser Abhängigkeit ab: „Man muss darauf hinschauen, was das Geistesleben in der Abhängigkeit von der Staatsgewalt und der mit ihr verbundenen kapitalistischen Gewalt geworden ist.“
Kultur und Wissenschaft würden ihr Potential nur entfalten und die nötigen innovativen Impulse geben können, wenn ihre Triebkräfte nicht von den Verwertungsinteressen der Wirtschaft oder den wechselnden Machtinteressen der Politik gespeist werden. Die Richtlinien und Ziele für Erziehung und Bildung können zur größtmöglichen Entfaltung der individuellen Fähigkeiten nur aus den Erkenntnissen ihres eigenen Bereiches gewonnen werden. Diese Autonomie solle nicht nur die Lehrenden, Erziehenden und Kulturschaffenden in ihrer spezifischen Tätigkeit betreffen, sondern auch die Verwaltung dieses Gebietes umfassen, welche somit von den hierin Arbeitenden möglichst selbst durchgeführt werde. „Dem Geistesleben kann nur seine Kraft werden, wenn es von dem Staatsleben wieder losgelöst wird, wenn es ganz auf sich selbst gestellt wird. Was im Geistesleben lebt, insbesondere das Schulwesen, muss seiner Selbstverwaltung übergeben werden, von der obersten Spitze der Verwaltung des Geisteslebens bis zum Lehrer der untersten Schulstufe.“

### Rechtsleben
Die Gleichheit im Rechtsleben solle die Rechte und Möglichkeiten jedes Einzelnen sichern. Für Steiner stellte sich die Demokratie als eine der grundlegendsten und nicht hintergehbaren Forderungen der Gegenwart dar: „Das demokratische Prinzip ist aus den Tiefen der Menschennatur heraus die Signatur des menschlichen Strebens in sozialer Beziehung in der neueren Zeit geworden. Es ist eine elementare Forderung der neueren Menschheit, dieses demokratische Prinzip.“
In einem demokratischen Rechtswesen soll nach dieser Ansicht demnach das beschlossen werden, worüber jeder einfach durch den Umstand urteilsfähig ist, dass er ein mündiger Mensch ist.
Der Staat soll nach den Vorstellungen der sozialen Dreigliederung als zentrale Machtinstanz zurücktreten und einen Teil seiner Aufgaben an die Gesellschaft abgeben. Das heiße jedoch nicht, dass diese autonomen Aufgabengebiete im rechtsfreien Raum stattfinden können. Sie stünden auf dem Boden der rechtsstaatlichen Verfassung. Die auf demokratischem Wege entstandene Rechtsordnung durchdringe alle Bereiche des Wirtschafts- und Geisteslebens und gibt den darin sich betätigenden Menschen die Sicherheit vor Willkür und Machtmissbrauch.
Die Rechtsorganisation, die an die Stelle des aktuellen Staates trete, habe zunächst die Aufgabe, die gegenwärtigen Gewalt-, Besitz- und Eigentumsverhältnisse in Verhältnisse überzuführen, die auf das Recht, in dem alle Menschen gleich sind, gebaut ist.
Eine weitere wesentliche Aufgabe sei die umfassende Regelung des Arbeitsrechts. Arbeitszeit, Maß und Art der Arbeit sind nach Steiners Vorstellungen nicht innerhalb des Wirtschaftsorganismus zu regeln. Diese Dinge regele die demokratische Rechtsorganisation unabhängig von den Forderungen der Wirtschaft. Um gleichberechtigter Partner in dem vertraglichen Ertragsteilungverhältnis zwischen Arbeitsleiter und Arbeitsleister zu sein, welches das bisherige Scheinverhältnis des Lohnvertrags ersetze, müsse der Einzelne das Arbeitsrecht in voller Ausgestaltung schon hinter sich haben, ansonsten komme er nicht zu seinem Recht. Es gelte die Abhängigkeit des Arbeitsrechts von Konjunktur, Preisbildung etc. aufzuheben. Die wirtschaftlichen Konsequenzen wie etwa die Preisbildung sollten nicht die Ursache abgeben, sondern Wirkungen werden, dessen, was im Arbeitsrecht vereinbart sei. Der Mensch solle nicht gezwungen sein, seine Rechte den Bedürfnissen der Wirtschaft anzupassen, sondern das Arbeitsrecht werde für die Wirtschaft etwas sein wie die Naturgrundlagen selber. Nur durch diese unabhängige Rechtsbildung, könne der Mensch davor geschützt werden im Wirtschaftsprozess ebenso rigoros und mit optimaler Effizienz verbraucht zu werden, wie die Rohstoffe und die Produktionsmittel.

### Wirtschaftsleben
Brüderlichkeit im Wirtschaftsleben solle durch Assoziationen von Verbrauchern, Händlern und Produzenten in einem freien Markt gerechte Preise sowie eine gerechte Güterverteilung ermöglichen. Aufgabe des Rechtslebens sei es, den dazu erforderlichen gesetzlichen Rahmen zu schaffen, in dem Privateigentum an Produktionsmitteln und Kapital nicht enteignet oder verstaatlicht wird, sondern in Treuhandeigentum transformiert werden könne. Ein auf diese Weise neutralisiertes Kapital könne weder verkauft noch vererbt, sondern nur in einer Art Schenkung an neue Eigentümer übertragen werden. „Das Eigentum hört auf, dasjenige zu sein, was es bis jetzt gewesen ist. Und es wird nicht zurückgeführt zu einer überwundenen Form, wie sie das Gemeineigentum darstellen würde, sondern es wird fortgeführt zu etwas völlig Neuem.“ Dadurch wäre es kapitalistischem Missbrauch durch Gewinn suchenden Weiterverkauf oder Börsenspekulation entzogen. Gleichzeitig seien die Freiheit am Gemeinwohl orientierter Unternehmer und Sozialbindung des Eigentums gesichert.
Neben die Umwandlung des alten Eigentumsbegriffs hinsichtlich der Produktionsmittel tritt die Grundüberzeugung, dass Arbeit nicht bezahlbar sei, mithin nicht gekauft werden könne. Der Warencharakter menschlicher Arbeit ist nach Ansicht Steiners eine Restform der Sklaverei, deren vollständige Überwindung erst mit Abschaffung des Lohnprinzips gegeben sei. Statt Arbeitslohn gebe es einen vertraglich vereinbarten Anteil am Gewinn. Innerhalb eines Betriebes würden durch Neutralisierung des Kapitals die klassischen Rollen des Arbeitgebers und Arbeitnehmers entfallen. Steiner schlug als eine neue Möglichkeit der Benennung die Begriffe Arbeitsleiter und Arbeitsleister vor. Diese stünden in einem Vertragsverhältnis: „Und dieses Verhältnis wird sich beziehen nicht auf einen Tausch von Ware (beziehungsweise Geld) für Arbeitskraft, sondern auf die Festsetzung des Anteiles, den eine jede der beiden Personen hat, welche die Ware gemeinsam zustande bringen.“
Die Aufgabe der Überführung von Privateigentum an Produktionsmitteln in Gemeineigentum sollte von aus den Betrieben heraus gebildeten Betriebsräten, die sich mit allen anderen des Landes zu „Betriebsräteschaften“ zusammenschließen, durchgeführt werden.
In verschiedenen Interpretationen und Weiterentwicklungen der sozialen Dreigliederung variieren die Beschreibungen und Abgrenzungen der drei gesellschaftlichen Subsysteme ebenso wie konkrete Vorschläge zur Umsetzung und zur Organisation der Selbstverwaltung dieser drei Bereiche. Zentral ist jedoch die Zuordnung der drei Ideale Freiheit, Gleichheit und Brüderlichkeit zu den drei Sphären der Gesellschaft Geistesleben, Rechtsleben und Wirtschaftsleben.

## Geschichte
Rudolf Steiner entwickelte bereits zu Beginn des 20. Jahrhunderts erste Grundgedanken zur sozialen Frage. 1898 formulierte er – als Antwort auf eine Schrift des Philosophen Ludwig Stein – in zwei Aufsätzen sein „soziologisches Grundgesetz“: 

„Die Menschheit strebt im Anfange der Kulturzustände nach Entstehung sozialer Verbände; dem Interesse dieser Verbände wird zunächst das Interesse des Individuums geopfert; die weitere Entwicklung führt zur Befreiung des Individuums von dem Interesse der Verbände und zur freien Entfaltung der Bedürfnisse und Kräfte des Einzelnen.“

 1905 veröffentlichte er in der theosophischen Zeitschrift Lucifer-Gnosis sein „soziales Hauptgesetz“: 

„Das Heil einer Gesamtheit von zusammenarbeitenden Menschen ist umso größer, je weniger der einzelne die Erträgnisse seiner Leistungen für sich beansprucht, das heißt, je mehr er von diesen Erträgnissen an seine Mitarbeiter abgibt, und je mehr seine eigenen Bedürfnisse nicht aus seinen Leistungen, sondern aus den Leistungen der anderen befriedigt werden.“

1917 richtete er auf Vermittlung und in Zusammenarbeit mit Ludwig Polzer-Hoditz und Otto Graf von Lerchenfeld Memoranden an die österreichische und deutsche Regierung zu einem Friedensangebot der Mittelmächte, welches im Geiste der sozialen Dreigliederung eine wirksame Alternative zu dem (nach seiner Einschätzung) verhängnisvollen 14-Punkte-Programm zur Selbstbestimmung der Nationen des amerikanischen Präsidenten Woodrow Wilson hätte bilden können. Der ehemalige Kabinettschef des österreichischen Kaisers Karl I., Arthur Polzer-Hoditz machte diesen im November 1917 mit der Idee der Dreigliederung bekannt. Er wurde aufgefordert das ganze System der Dreigliederung in einer Denkschrift niederzulegen. Im Februar 1918 übergab er diese dem Kaiser und informierte noch am selben Tag den damaligen Ministerpräsidenten Ernst Seidler von Feuchtenegg umfassend über den Inhalt der Ausarbeitung. Eine Reaktion blieb jedoch aus.
Der wesentliche Grund für die negative Bewertung der Wilsonschen Thesen durch Steiner ist das dort postulierte Selbstbestimmungsrecht der Völker. In diesem sah Steiner eine illusionäre Idee, die im Gegensatz zu ihrer vordergründigen Plausibilität eine Epoche des Nationalismus und Rassismus einleiten würde. Dieser, in einer immer mehr von vielfältigen kulturellen und ethnischen Zugehörigkeiten geprägten gesellschaftlichen Wirklichkeit, zerstörerischen Idee stellte er das „Selbstbestimmungsrecht des Individuums“ entgegen.

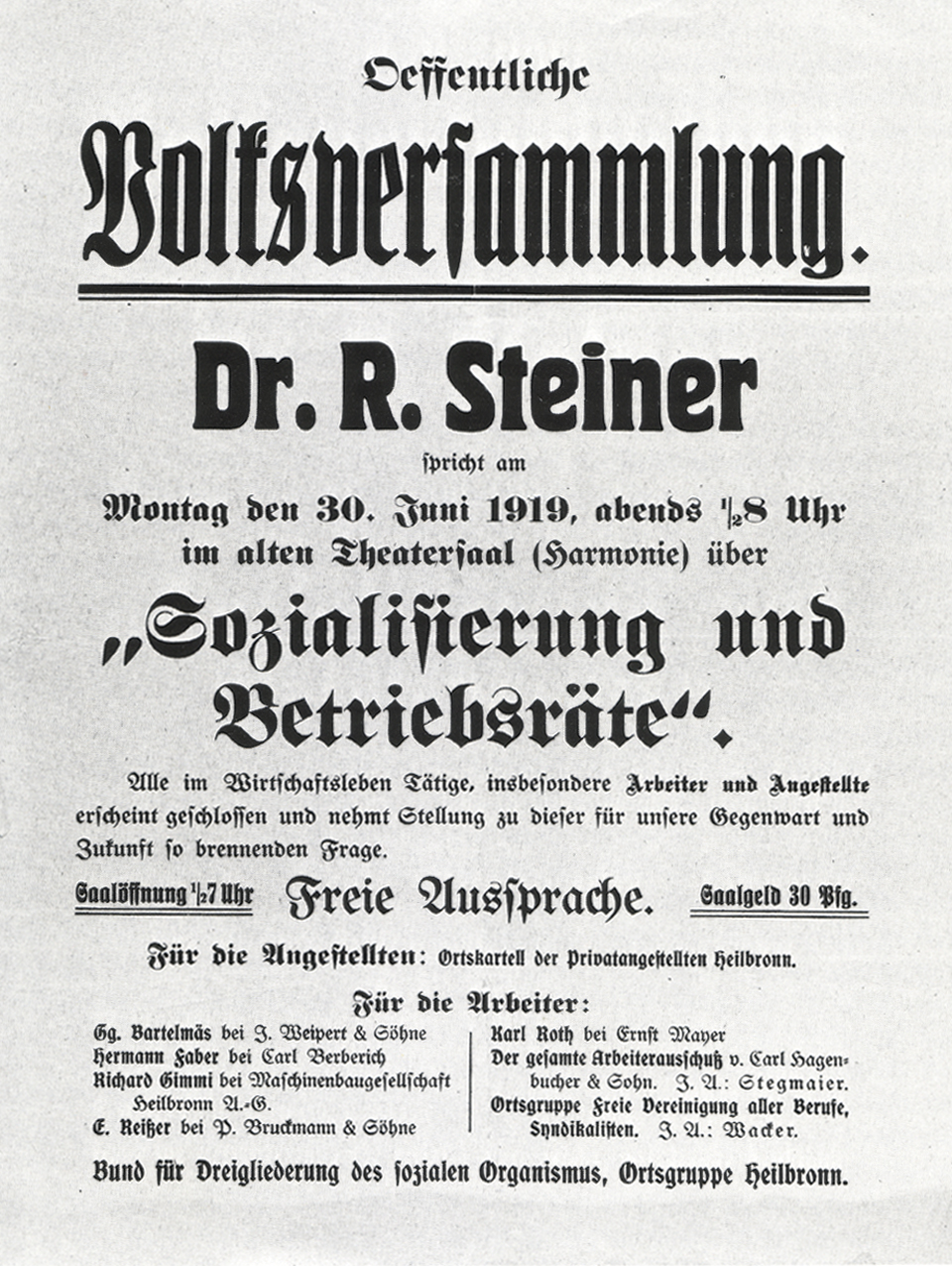
Aufruf zur Volksversammlung mit Vortrag von Rudolf Steiner aus dem Jahre 1919

Nach dem Ersten Weltkrieg versuchte Steiner mit dem Unternehmer Emil Molt einige Jahre lang im Rahmen des Bundes für Dreigliederung Mitstreiter zu finden, um diese Idee in Deutschland zu verwirklichen, konkret zunächst 1919 in Württemberg. Im April des Jahres wurde in Stuttgart der „Bund für Dreigliederung des sozialen Organismus“ ins Leben gerufen, dessen Leitungskomitee neben Emil Molt auch Max Benzinger und Emil Leinhas angehörten.
Im Zuge dieser Bemühungen kam es zur Begründung der ersten Waldorfschule. Die Dreigliederung sollte in der Unsicherheit nach dem Ersten Weltkrieg den Strömungen des Nationalismus und des Kommunismus entgegenwirken und den Kapitalismus abschaffen.
1921 gab es in Oberschlesien einen weiteren Versuch, öffentlich für die Konzeption der sozialen Dreigliederung zu wirken, um mit der Etablierung eines freien Geisteslebens die nationalen Gegensätze zu überwinden und das Auseinanderbrechen des Landes zu verhindern (Oberschlesische Aktion des Bundes für Dreigliederung). Auch dieser Aktion war kein Erfolg beschieden, aber es dürfte ihr mit zu verdanken sein, dass das Land nicht in einem Bürgerkrieg versank.
Als Steiner sah, dass er in der damaligen Nachkriegssituation in Mitteleuropa die Soziale Dreigliederung nicht realisieren konnte, beendete er seine diesbezüglichen Aktivitäten und beschränkte sich darauf, die Ideen der Dreigliederung in Vorträgen und Seminaren weiterzuentwickeln. Nachdrücklich wies er darauf hin, dass die Zukunft eine dreigliedrige Entwicklung des sozialen Organismus in Freiheit, Gleichheit und Brüderlichkeit in jedem Falle bringen werde, entweder durch Einsicht künftiger Generationen bewerkstelligt oder durch unvorstellbare Katastrophen erzwungen.
Im Zuge der 68er-Bewegung gab es eine Renaissance der Dreigliederungsbewegung. In verschiedenen außerparlamentarischen Gesprächskreisen, Gruppierungen und Einrichtungen Westdeutschlands, der Schweiz, Österreichs, der Niederlande und Skandinaviens wurde die Idee der sozialen Dreigliederung diskutiert. Begeisterung für den Prager Frühling, für die von Eugen Löbl formulierte Forderung, „den Sozialismus mit dem großen Programm der Freiheit [zu] verbinden“, gab diesen Gruppierungen enormen Auftrieb.
Seitdem hatte Joseph Beuys dazu beigetragen, dass Positionen der sozialen Dreigliederung immer wieder auch in die Öffentlichkeit getragen wurden. Er hatte den Grundgedanken der Dreigliederung im Rahmen seines „erweiterten Kunstbegriffs“ in seine Idee der Sozialen Plastik integriert. Nach Beuys können „alle Fragen der Menschen (...) nur Fragen der Gestaltung sein“. Dieser neue Kunstbegriff bezieht sich „auf alles Gestalten in der Welt. Und nicht nur auf künstlerisches Gestalten, sondern auch auf soziales Gestalten, [...] oder auf andere Gestaltungsfragen und Erziehungsfragen“.
1986 stellte Otto Schily, zu dieser Zeit noch bei den Grünen im Bundestag, in einer Rede den Dreigliederungsgedanken vor.
Im April 1989 veröffentlichte Rolf Henrich in der Bundesrepublik sein in der DDR geschriebenes Buch Der vormundschaftliche Staat – Vom Versagen des real existierenden Sozialismus. Es wurde zu einem der wichtigen Texte der Bürgerbewegung. Hierin analysierte er die Wirklichkeit der gesellschaftlichen Situation und konstatierte den „kulturellen Niedergang der sozialistischen Gesellschaft“. Henrich stellte die Dreigliederung und seine Vision eines neu gestalteten blockfreien, anationalen Mitteleuropa vor:

„Allerdings böte, was die inneren Verhältnisse betrifft, die Dreigliederung des sozialen Organismus und die Selbstverwaltung seiner Glieder wohl die besten Möglichkeiten, um die ‚verhärtete Haut‘ endlich abzulegen, damit sich die bisher durch den Staat in der Mitte und im Osten Europas nach innen zurückgeworfenen Kräfte in einen freien menschlichen Austausch einbringen könnten.“

## Neue Entwicklungen
Heutzutage gibt es mehrere Initiativen, die die Ideen der sozialen Dreigliederung propagieren und umzusetzen versuchen:
- 2003 erhielten mit Nicanor Perlas, Vertreter der philippinischen Zivilgesellschaft und Ibrahim Abouleish, Begründer der Sekem-Farm in Ägypten, zwei Menschen bzw. Organisationen den Alternativen Nobelpreis, die das Leitbild der sozialen Dreigliederung teilen und propagieren.
- In Deutschland wurde etwa die GLS Bank Bochum auf Grundlage der sozialen Dreigliederung gegründet.[24][25][26]
- Die aus dem Umfeld der "Querdenker"-Bewegung entstandene und 2020 aus Protest gegen die Corona-Politik der Bundesregierung gegründete deutsche Kleinpartei Basisdemokratische Partei Deutschland vertritt in ihrem Programm die soziale Dreigliederung.[27]

## Kritik
Laut Skeptiker André Sebastiani sind die der sozialen Dreigliederung zugrundeliegenden Ideen biologistisch und mit modernen Demokratietheorien unvereinbar.